# 조지 블레이크
조지 블레이크(George Blake, 1922년 11월 11일 ~ 2020년 12월 26일)는 영국의 외교관, 소련의 이중간첩으로 영국에서의 본명은 조지 비하르(George Behar)였다. 소련 국가보안위원회 소속으로 계급은 대령(폴코브니크)이다.

## 경력

### 배경
그는 네덜란드 로테르담의 유태계 영국인 상인가정에서 태어났다. 1940년 독일군의 네덜란드를 점령 후 억류됐다가 탈출 후 저항운동에 참여했다. 1943년에 영국으로 건너가 조지 블레이크라는 이름을 사용하였다.
1944년 영국 공군에 지원했지만 독일과 네덜란드에 대한 지식을 가지고 있었기 때문에 특수작전부(SOE)에 편입되었다. 그해 연합군 총사령부에서 통역으로 근무하였고, 중위로 진급하여 공군 방첩 부대의 지휘관이 되었다.
1947년 외무성에 들어가 대학에서 러시아어를 배웠고, 1948년에 주한 영국대사관 부영사에 임명되었다. 1950년, 한국 전쟁이 발발하여 북한군이 서울을 점령했을 때, 브레이크는 다른 외교관과 함께 억류되었다. 그는 서울에서 억류되었을 때 마르크스의 자본론을 읽고 공산주의자가 되었다. 그는 미국 폭탄이 한국의 조그만 민가에 떨어지는 것을 보고 서방 편에서 공산주의와 싸우는 게 잘못됐다는 결론을 내렸다고 훗날 이야기 하였다. 한국에서 미군의 무자비한 폭격을 경험한 그는 공산주의가 오히려 더 인간적이라고 믿게 되었고, 이때부터 공산주의를 위해 일하기 시작하였다.

### 스파이
1953년 4월, 블레이크는 영국에 귀국했지만 이미 소련 첩보부를 위하여 일하고 있었다. 그가 어떤 이유로 영국을 배반한 것인지는 알려져 있지 않다. 1955년 블레이크는 서베를린의 영국군 경비사령부에 배속되었고, 영국 첩보부 MI6에서 동독내의 첩보조직을 지휘하게 되었다. 소련은 블레이크의 직무상 지위를 중시하여 발각되지 않도록 조심했다.
1956년, 블레이크는 지하철 역 전화 대화 도청 장치의 존재를 소련 측에 통보했다. 그는 자신이 알고있는 동유럽의 영국 요원 전원(40명)의 이름과 서방 여러 나라 군대 편성에 관한 정보를 소련국가보안위원회(KGB)에 전달했고, 400명에 달하는 MI6 인사에 대한 정보도 넘겨주었다. 이 정보 덕분에 국가보안위원회는 수년에 걸쳐 영국 첩보부의 활동에 대처할 수 있었다.

### 폭로
그는 1956년부터 1959년까지 외무부에 복귀하여, 영국 첩보부를 위해 일하였다. 스파이인 호르스트 에이토나와 관계를 유지하였는데, 이 기간 블래이크와 에이토나는 서로 국가보안위원회 요원이라는 것을 알았다. 1960년 에이토나가 체포되었고 1961년 2월 블레이크의 활동이 밝혀졌지만 인정되지 않았다. 그 후 망명한 폴란드의 미하일 고에니프스크(Michael Goleniewski)에 의하여 블레이크가 국가보안위원회의 스파이라는 것이 폭로되었다.
1961년 3월, 그는 체포되었다. 그러자, 국가보안위원회는 동유럽의 영국 스파이망을 일격에 괴멸시켰다. 이때 동독에서만 40명의 첩보원이 체포 또는 살해되었다.

### 탈출
1961년 5월에 블레이크는 42년 형을 선고받았다. 1966년 10월, 블레이크는 감옥에서 만난 아일랜드 테러리스트 숀 알폰스 버크의 도움으로 탈옥에 성공하였고, 1967년 1월 함부르크까지 비행하였다. 거기서 국가보안위원회의 도움으로 모스크바에 도착하였다.

### 모스크바
이후 1974년부터 소련의 과학 아카데미 IMEMO에서 일했다. 소련 붕괴후에도 모스크바에서 주거하였다.
1990년에는 자서전 《다른 선택은 없다》가 러시아(Другого выбора нет) 및 영국(No other choice)에서 발간되었다.
2007년에는 푸틴 대통령으로부터 훈장을 수여받았다.
2012년에는 러시아 신문 《Rossikaya Gazeta》에 블레이크의 인터뷰가 게재되었다.

### 사망
2020년 12월 26일, 98세의 나이로 모스크바에서 사망하였다.

## 저서
- "Другого выбора нет"(다른 선택은 없다), 1991년